# 関西大学第一中学校・高等学校
関西大学第一中学校・高等学校（かんさいだいがく だいいち ちゅうがっこう・こうとうがっこう）は、大阪府吹田市山手町にある私立の中学校・高等学校。関西大学併設の中高一貫校で、源流は大正初期1913年、旧制専門学校時代の関西大学に併設された実業学校。平成初期まで男子校だった。通称は「関一（かんいち）」。

## 概要
関西大学（旧制専門学校）併設の実業学校として、1913年（大正2年）4月に大阪市北区上福島二丁目（現・福島区）に設置された「関西甲種商業学校」を起源としている（関西甲種商業は文部省告示大正元年〈1912年〉8月23日付第9号で開校を認可）。
校名の「第一」は、太平洋戦争前に第二商業学校（夜間部）が併置されていたことに由来する。ただし第二商業は戦争末期1944年（昭和19年）に廃校となった（後身校は存在しない）。
太平洋戦争後の学制改革に伴い新制の高等学校（全日制課程普通科）として設置された後も、甲種商業以来の男子校を続けていたが、1995年（平成7年）4月に中学校が男女共学化。中学卒業生が入学する1998年4月から高校も共学となった。
定員は中学校240名、高校は400名。

### 内部進学
大学の併設校の利点を生かした高大連携プログラムが実施されている。関大への進学率は毎年約95%である（ただし3年生全生徒のうち、内部推薦入試を受けた生徒の内部進学進学率）。

## 沿革

### 年表
- 1913年（大正2年） - 大阪市北区上福島二丁目（のちの此花区）の関大（福島学舎）に「私立関西甲種商業学校」開校（文部省告示大正元年〈1912年〉8月23日付第9号で認可[1]）
- 1924年 - 4月、福島学舎に「関西大学第二商業学校」開校[2]
- 1927年 - 1月、福島学舎の一部が鉄道用地に収用。代替で東淀川区長柄中二丁目の市有地2200坪が関大に譲渡[2]
- 1929年 - 9月、校地を長柄中に移転（関大も第二商業も一緒に。現在の北区、天神橋筋六丁目駅（天六）付近。文部省告示昭和4年〈1929年〉10月29日付第341号で、位置変更（移転）を認可[3][2]）
- 1944年（昭和19年） - 3月、第二商業が廃校[2]
- 1947年 - 4月、太平洋戦争後の学制改革により、新制の中学校「関西大学第一中学校」設置
- 1948年 - 4月、学制改革により、新制の高等学校「関西大学附属第一高等学校」設置
- 1952年 - 「関西大学第一高等学校」に改称
- 1953年 - 10月、吹田市千里山に高校の校舎が竣工。校地を長柄の天六学舎から移転（現在地[2]）
- 1995年（平成7年） - 中学校が男女共学化
- 1998年 - 高校共学化

## 基礎データ

### 交通アクセス
- 阪急千里線 関大前駅（南改札）より南東へ約600m（徒歩で約7分）

## 授業

### 中学校
学年末、各教科の成績が5段階評価で出され、3年間の評価が平均値2.0未満だと高校へ進学できない規則。毎年数名が他の高校への進学を余儀なくされている。

### 高等学校
1年生では、入学直後に宿泊研修で広島県福山市沼隈町のみろくの里へ行く。1年間の成績で1単位以上16単位以下落とすと、教科ごとに追認定課題を渡され、課題を規定時間内（およそ4日）にこなせない、もしくは不備・欠如あるいは誰かの協力を得たことが発覚した場合、留年となる（「留級」と呼称されている）。また17単位以上落とすと無条件で留年。
1学年10クラス編成で、毎年クラス替えがある。2年生から「文Iコース」（6ないし7クラス）「文IIコース」（共学1クラス）「理コース」（3ないし2クラス）に分かれる。理コースと文IIコースの選抜に漏れた場合、文Iコース所属となる。3年生へ進級時にコース変更できない。
関西大学へ理科系として進学の生徒が少ない一方で、関大側が理科系の生徒を欲しがっているため、許容範囲であれば少々無理でも理コース3クラス編成としている。
なお、内部進学との併願は国公立大学に限られる。

## 諸活動

### 部活動
- 硬式野球部 - 1998年春（第70回）、準優勝[5]。
- アメリカンフットボール部（高校のみ） - 全国大会で連覇（1997年、1998年）。
- * 日本拳法部（高校のみ） - 全国高等学校日本拳法選手権大会で優勝11回
- サッカー部 - 全国高校選手権ベスト4（2009年度）・インターハイベスト16（2004年、2006年）

そのほかのクラブ活動でも、水泳部など全国大会に出場したほか、フェンシング、ヨット、アイスホッケー（いずれも高校のみ）といった部活動もある。
- 陸上競技部
- 硬式テニス部（高校のみ）
- ソフトテニス部
- 卓球部
- バスケットボール部
- バレーボール部
- 準硬式野球部（中学校のみ）
- 硬式野球部（高校のみ）
- 軟式野球部（高校のみ）
- サッカー部
- ワンダーフォーゲル部（高校のみ）
- 柔道部
- 剣道部
- 弓道部（高校のみ）
- 空手道部
- ラグビー部
- ゴルフ部（高校のみ）
- カイザー部（チアリーディング。高校のみ）
- 数学研究部（高校のみ）
- マルチメディア部（高校のみ）
- ブラスバンド部
- 交通研究部
- 料理部
- ESS部
- 生物部
- 演劇部（高校のみ）
- 文芸部（2007年に新設）
- 美術部

## 学校施設
2007年（平成19年）6月に、高校の校舎2階の入り口に大きなオルゴールが設置され、始業前や昼休みに鳴らしている。価格300万円。収録曲は「ノクターン第二番」「美しく青きドナウ」「みかんの花咲く丘」「花」「乾杯の歌（椿姫）」「浜辺の歌」「春（四季）」などである。
高校の運動場は2007年初頭に人工芝化された。

## 不祥事
入試前に大半「合格」中学側と調整
高校の2015年の入学試験で、試験前に中学校側との間で事実上大半の合格者を内定。これにより、入試で内定者よりも高得点をマークしたにもかかわらず不合格となる受験生が出る事態となった。大阪府私学課は選抜方法が不透明であるとして、同校に対し指導した。
校舎で火災
2020年（令和2年）11月28日の土曜の夜、高校の校舎で火事が発生。約1時間後に消火したが、1階の理科棟から出火したとみられる。

## 高校関係者と組織

### 高校関係者組織
関西大学第一高等学校同窓会 - 同窓会。固有の団体名は無し

### 高校関係者一覧
政治・行政
- 北川知克 - 元環境副大臣、元衆議院議員
- 北川法夫 - 元寝屋川市長、元大阪府議会議員
- 西野修平 - 大阪府議会議員、衆議院議員秘書
- 前川清成 - 元参議院議員、弁護士

経済
- 林弘高 - 吉本興業社長、太泉映画社長
- 山根義紘 - 日本テレビ放送網取締役、日テレ・グループ・ホールディングス副社長
- 黒住剛 - 栄研化学創業者・会長、扶桑薬品工業社長
- 嵜本晋輔 - バリュエンスホールディングス創業者・社長、サッカー選手
- 土居君雄 - カメラのドイ創業者
- 永尾俊一 - 白ハト食品工業代表取締役

文芸
- 井上友一郎 - 作家、元「都新聞」記者、日本文藝家協会理事
- 徳山喜雄 - 写真家、ジャーナリスト、元朝日新聞記者、立正大学教授

芸能・マスメディア
- 若本規夫 - 声優
- ガリガリガリクソン - お笑いタレント
- 口笛太郎 - 口笛奏者
- 黒田秀樹 - CMディレクター、映画監督
- 児島一彌 - スポーツジャーナリスト、元サンケイスポーツ記者
- 柴田徹也 - 作曲家
- 後藤淳平 - お笑いコンビ「ジャルジャル」
- 福徳秀介 - お笑いコンビ「ジャルジャル」
- 高橋大作 - 朝日放送元アナウンサー、記者
- 多田勇太 - 東北放送キャスター、記者
- 辰巳柳太郎 - 俳優
- 樋口大喜 - FM802DJ
- 松岡莉子 - ハープ奏者
- 丸尾長顕 - 宝塚少女歌劇団（宝塚歌劇団）機関誌「歌劇」編集長、「婦人画報」編集長
- 稀羽りんと - 宝塚歌劇団雪組
- 幹てつや - お笑い芸人
- 山本麗晃 - 観世流能楽師
- 中島颯太 - FANTASTICS from EXILE TRIBE
- 北橋悠佑 - 吉本興業プロデューサー

スポーツ
- 入谷正典 - 元プロ野球選手（読売ジャイアンツ投手）
- 梅鉢貴秀 - サッカー選手
- 久保康友 - プロ野球選手（元横浜DeNAベイスターズ投手）
- 工藤和樹 - 元プロ野球審判員
- 小谷祐喜 - サッカー選手
- 近藤光郎 - 元プロ野球選手（中日ドラゴンズ投手）
- 佐藤信夫 - フィギュアスケートコーチ
- 髙野芹奈 - セーリング選手、リオ五輪日本代表
- 西田哲朗 - プロ野球選手（福岡ソフトバンクホークス内野手）
- 西牧未央 - レスリング選手
- 百田真登 - サッカー選手
- ぱんちゃん璃奈 - キックボクサー
- 堀江謙一 - 海洋冒険家、太平洋ひとりぼっちのモデル
- 松本浩幸 - 元サッカー選手、立正大学サッカー部コーチ
- 村瀬広基 - 元プロ野球選手（読売ジャイアンツ投手）
- 片伊勢武アミン - フィギュアスケート選手

その他
- 亀井克之 - 経営学者、関西大学教授、渋沢・クローデル賞受賞
- 喜田勝 - 気象予報士、報道ステーション出演
- 豊島将之 - 将棋棋士（令和初の竜王名人、桐山清澄九段の門下）